# Por uma Geografia Nova
Por uma Geografia Nova é um livro do geógrafo brasileiro Milton Santos, publicado em 1978 pela editora Hucitec. O primeiro de uma série de cinco livros, é considerado pelo próprio autor como porta de entrada para a sua obra. Basicamente, o autor propõe alcançar uma geografia crítica, voltada para questões sociais. Essa tarefa tem como uma de suas etapas colocar a problemática do espaço, que é o objeto da geografia, no centro da investigação. A geografia estava "viúva do espaço":
| “                             | Um pouco em toda parte, os geógrafos silenciam sobre o espaço. [...] Sua base de ensino e de pesquisa é a história dos historiadores, a natureza "natural" e a economia neoclássica, todas as três tendo substituído o espaço real, o das sociedades em seu devir, por qualquer coisa de estático ou simplesmente de não existente, de ideológico | ” |
| — Milton Santos, 2002, p. 118 | |   |

Para o autor, o espaço é algo intimamente ligado à realidade social, onde homens atuam e interagem entre si em um constante devir. Santos faz diversas outras críticas à geografia, entre elas a sua quantificação, ou matematização, que a torna justamente "qualquer coisa de estático". Critica também o caráter ideológico desta ciência, pois surgiu em um contexto em que a burguesia já estava no poder e era usada por ela como instrumento para seus fins imperialistas e capitalistas.